# Aurasio
Aurasio fue arzobispo de Toledo entre los años 603 y 615, contemporáneo de los reyes Witerico, Gundemaro y Sisebuto.

Durante su episcopado tuvo lugar el cisma en el que algunos obispos pretendieron instituir otro obispo metropolitano, además del toledano, en la provincia eclesiástica Carthaginense, lo que dio lugar a que el rey Gundemaro, en el sínodo convocado el año 610, decretase la primacía de la diócesis de Toledo sobre todas las demás de la provincia.
Su contemporáneo San Ildefonso dejó escrita brevemente su vida en su obra De viris illustribus, elogiando su bondad, templanza, constancia en las adversidades y buen gobierno.
| Predecesor: Adelfio | Obispo de Toledo 603 – 615 | Sucesor: Heladio |